# Irakli Kobakhidze

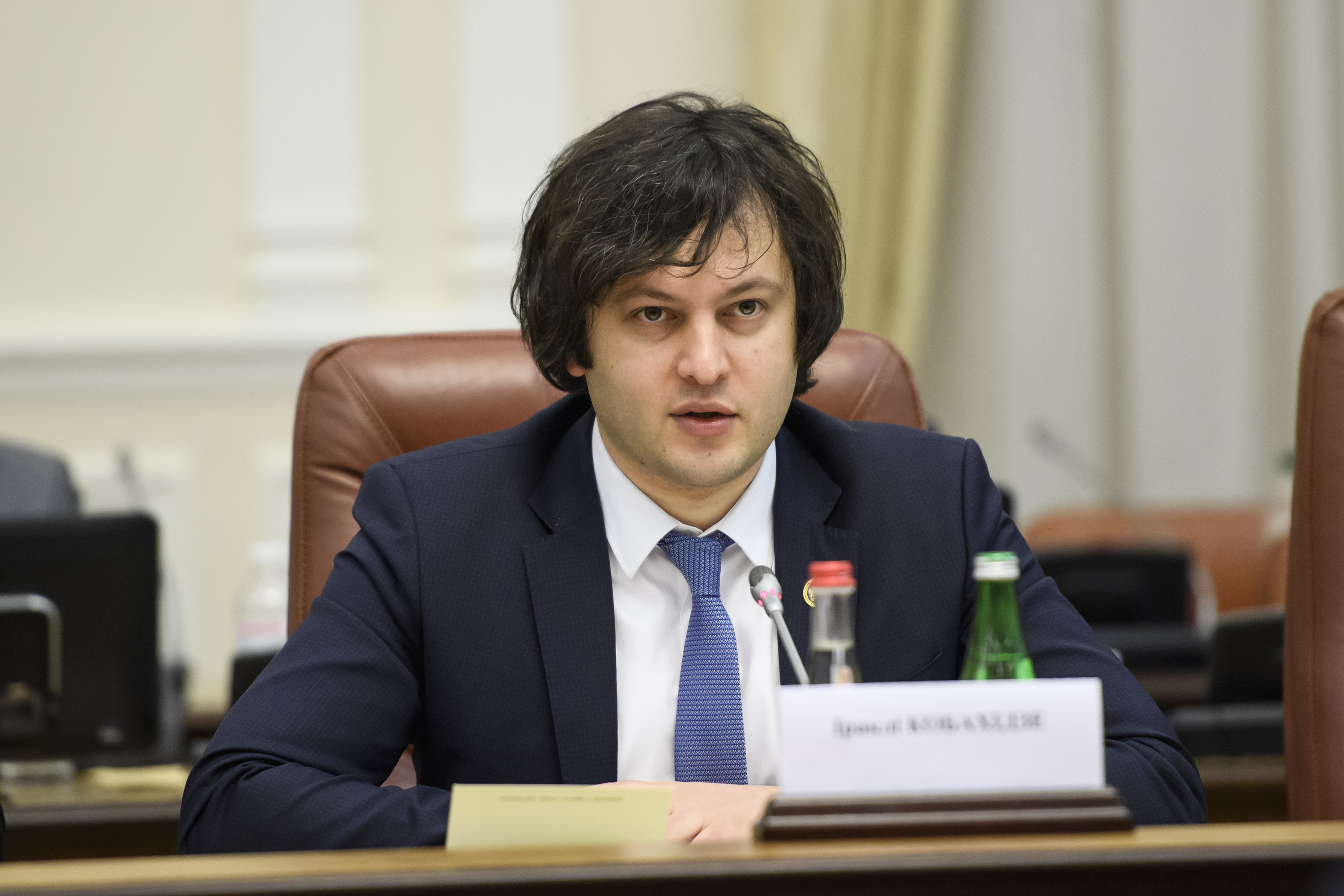
Ông Irakli Kobakhidze

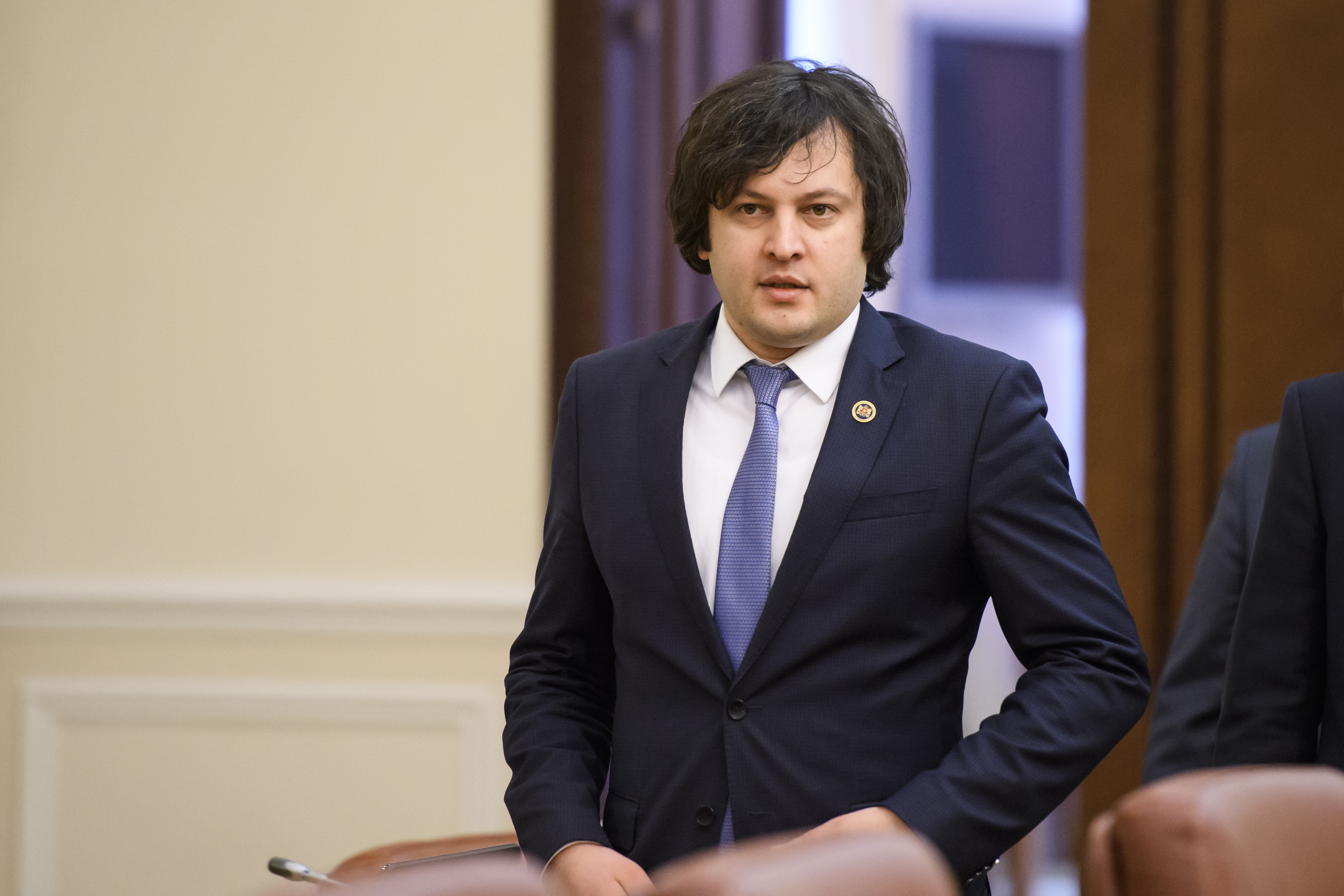
Thủ tướng Irakli Kobakhidze

Irakli Kobakhidze (tiếng Gruzia: ირაკლი კობახიძე; sinh ngày 25 tháng 9 năm 1978) là một chính trị gia người Gruzia, ông hiện giữ chức vụ Thủ tướng thứ 16 của Gruzia kể từ tháng 2 năm 2024. Trước đó, ông từng là thành viên của Quốc hội Gruzia từ năm 2016 đến năm 2024, rồi giữ chức Chủ tịch Quốc hội Gruzia từ năm 2016 đến năm 2019, Phó Chủ tịch Hội đồng Nghị viện của Hội đồng Châu Âu từ năm 2020 đến năm 2022 và giữ chức vụ chủ tịch Đảng Giấc mơ Gruzia (Georgian Dream) từ năm 2021 đến năm 2024 Irakli Kobakhidze sinh ngày 25 tháng 9 năm 1978 tại Tbilisi. Trước khi tham gia chính trường, ông là giáo sư tại Đại học Tổng hợp Tbilisi (Tbilisi State University) và cũng từng làm việc cho các tổ chức phi chính phủ được phương Tây tài trợ. Theo truyền thông phương Tây thì ông Kobakhidze được cho là một trong những người truyền bá chính của thuyết âm mưu "Đảng Chiến tranh Toàn cầu". Chính phủ Gruzia dưới sự điều hành của ông đã đẩy mạnh sự xuống dốc trong mối quan hệ ngày càng xa cách với phương Tây và đã bị buộc tội cố tình phá hoại nỗ lực gia nhập EU của Gruzia trên trường quốc tế. 
Hoa Kỳ đã tuyên bố áp đặt các biện pháp trừng phạt đối với ông Kobakhidze cùng các thành viên trong chính phủ của ông và các thành viên của đảng Giấc mơ Gruzia vì những hành động bị Mỹ cáo buộc là "làm suy yếu nền dân chủ ở Gruzia". Theo cáo buộc của phương Tây thì dưới thời kỳ cầm quyền của ông Kobakhidze thì Gruzia đã trải qua sự thụt lùi nền dân chủ, gia tăng bạo lực đàn áp và tra tấn đối với những người biểu tình phản đối các chính sách của đảng cầm quyền, và một sự chuyển dịch sang chủ nghĩa độc đoán. Lời lẽ phát biểu của ông đã bị mô tả phổ biến là chống phương Tây, khi ông nhiều lần cáo buộc phương Tây đang đẩy Gruzia vào việc "mở mặt trận thứ hai" và tham gia vào Chiến tranh Nga-Ukraina. Kobakhidze được cho phần nhiều là một người đứng đầu trên danh nghĩa của chính phủ Gruzia và rốt cuộc phải báo cáo và chịu trách nhiệm trước Bidzina Ivanishvili, một tỷ phú tài phiệt, người được nhiều người công nhận là nhà lãnh đạo thực quyền của Gruzia. Cha của ông là Giorgi (Gia) Kobakhidze cũng từng là thành viên của Quốc hội trong nhiệm kỳ thứ ba và thứ tư, trở thành phó chủ tịch của Quốc hội, thuộc Đảng Dân chủ Quốc gia (National Democratic Party), và cũng là thành viên của Phong trào Dân chủ – Gruzia Thống nhất (Democratic Movement – United Georgia) cho đến năm 2015.